# Niedarzyn (województwo mazowieckie)
Niedarzyn – wieś sołecka w Polsce położona w województwie mazowieckim, w powiecie płońskim, w gminie Baboszewo. Obok miejscowości przepływa rzeczka Rokitnica, dopływ Raciążnicy.
W latach 1954–1968 wieś należała do gromady Kaczorowy, w związku z przeniesieniem siedziby gromady została siedzibą władz gromady Niedarzyn. W latach 1975–1998 miejscowość administracyjnie należała do województwa ciechanowskiego.
Wierni Kościoła rzymskokatolickiego należą do parafii św. Małgorzaty w Gralewie.